# Heliogravure

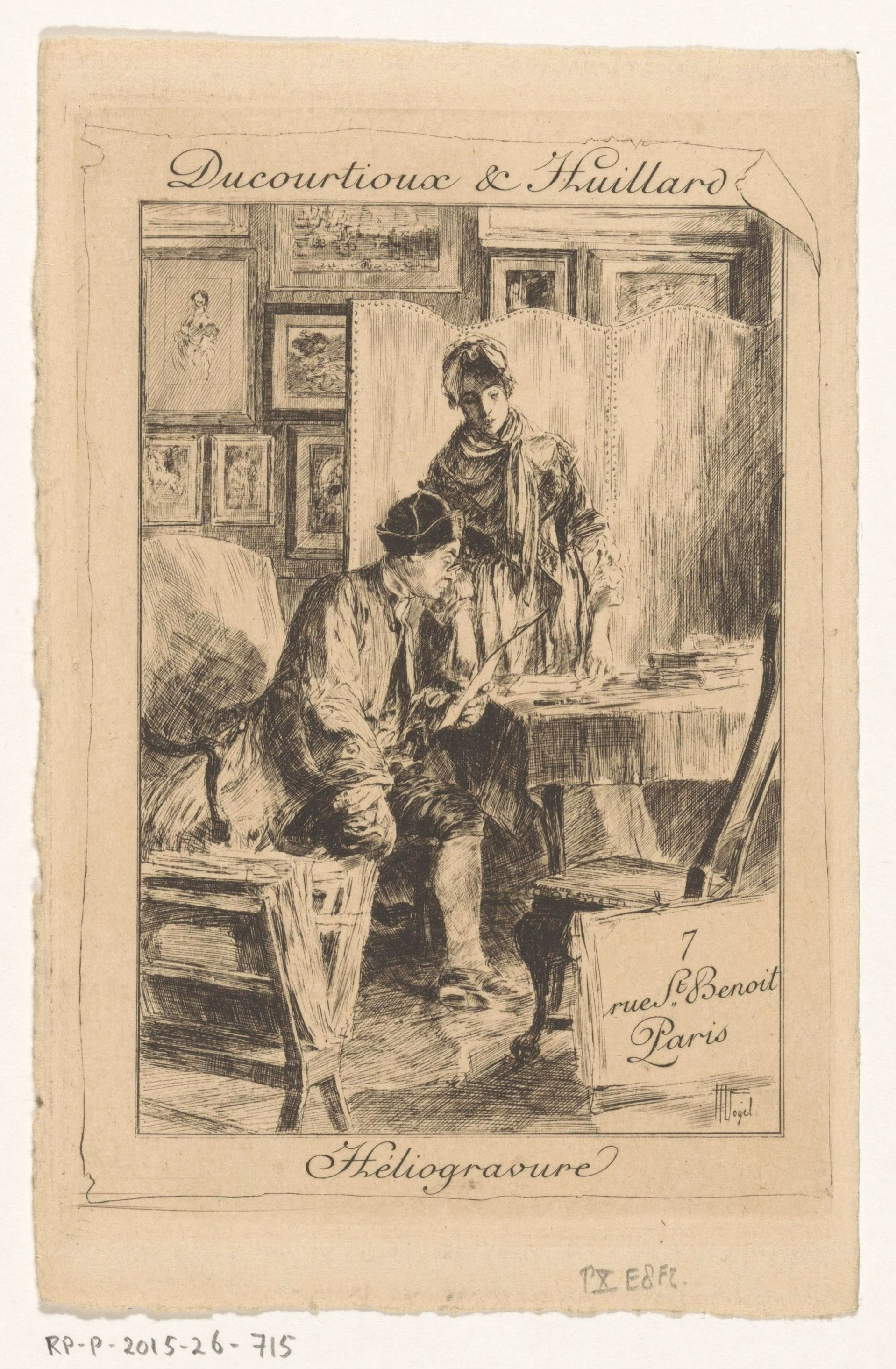
Visitekaartje van heliografische drukkerij Ducourtioux & Huillard te Parijs

Een heliogravure (of fotogravure) is een grafische techniek om een afbeelding aan het drukproces toe te voegen. Hierbij brengt men een fotografisch beeld in een gefixeerde, lichtgevoelige laag aan op een drukplaat. Deze wordt geëtst en afgedrukt door de uitgediepte oppervlakken in te inkten.
De naam wordt ook gebruikt voor het eindproduct, het drukbeeld.

## Geschiedenis
Rond 1820 ontwikkelde Joseph Niépce een techniek om een tekening op een drukplaat over te brengen. Hij bracht lichtgevoelig asfalt aan op een metalen plaat. Daarop legde hij een tekening en belichtte dat. Het blanke papier liet meer licht door dan de getekende donkere delen. Het belichte asfalt werd minder gevoelig voor een oplosmiddel. 
De techniek van Niépce was alleen geschikt voor lijntekeningen. 
Voor halftoon afbeeldingen heeft Karel Klíč een methode ontwikkeld. De techniek is een vervolg op de aquatint.

## Galerij

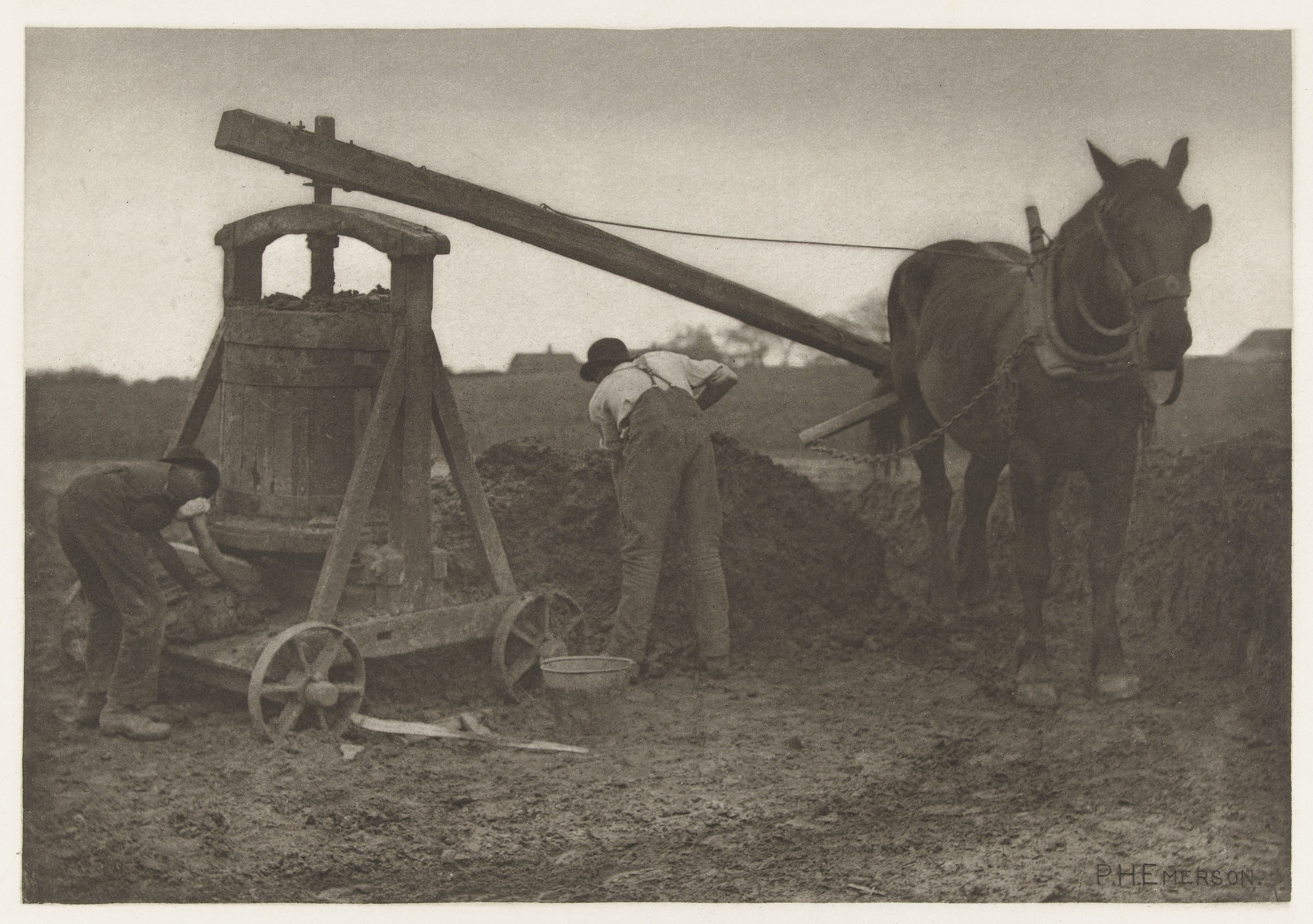
Kleimolen in Norfolk door Peter Henry Emerson, ca. 1885
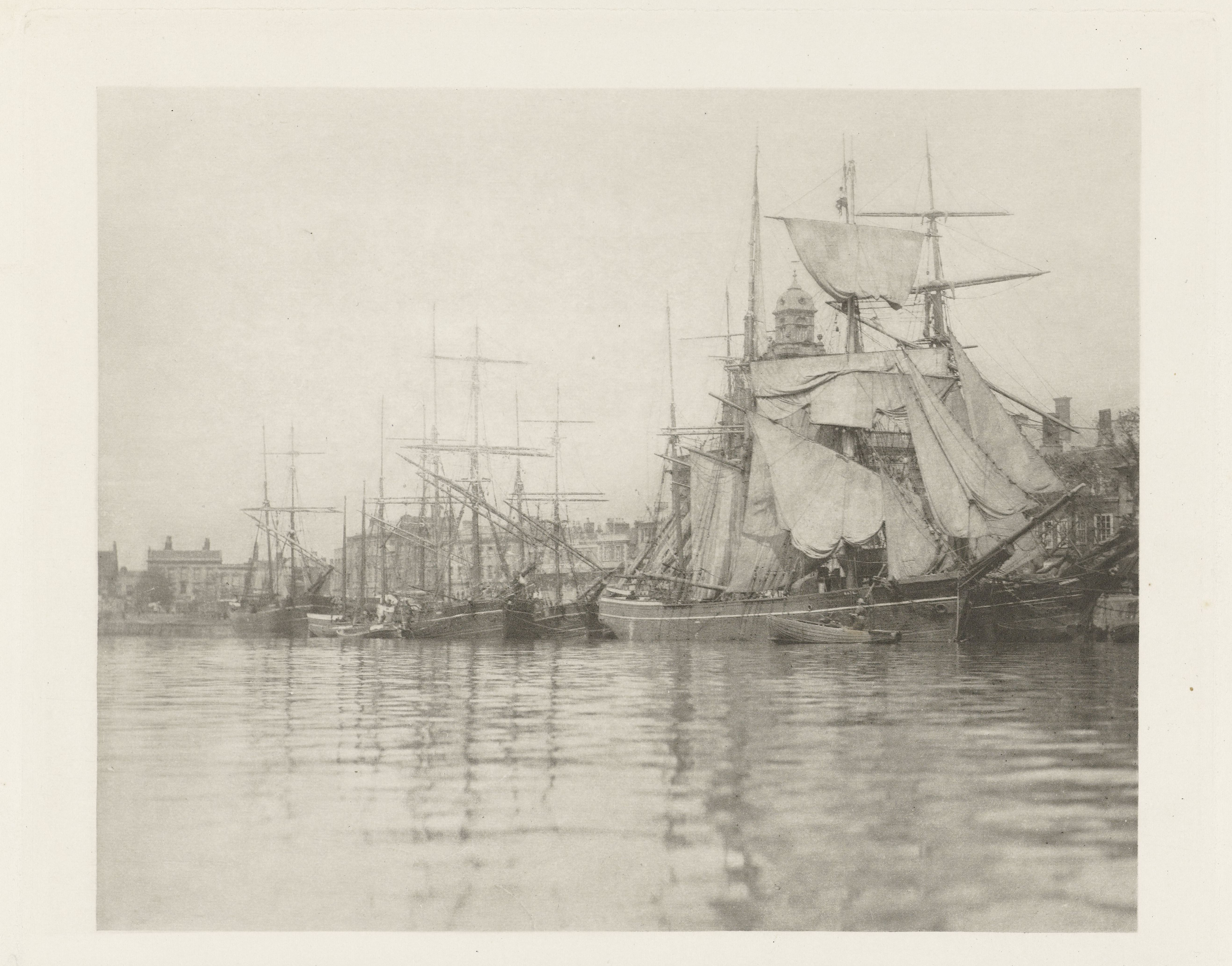
Haven van Great Yarmouth, Peter Henry Emerson, ca. 1890
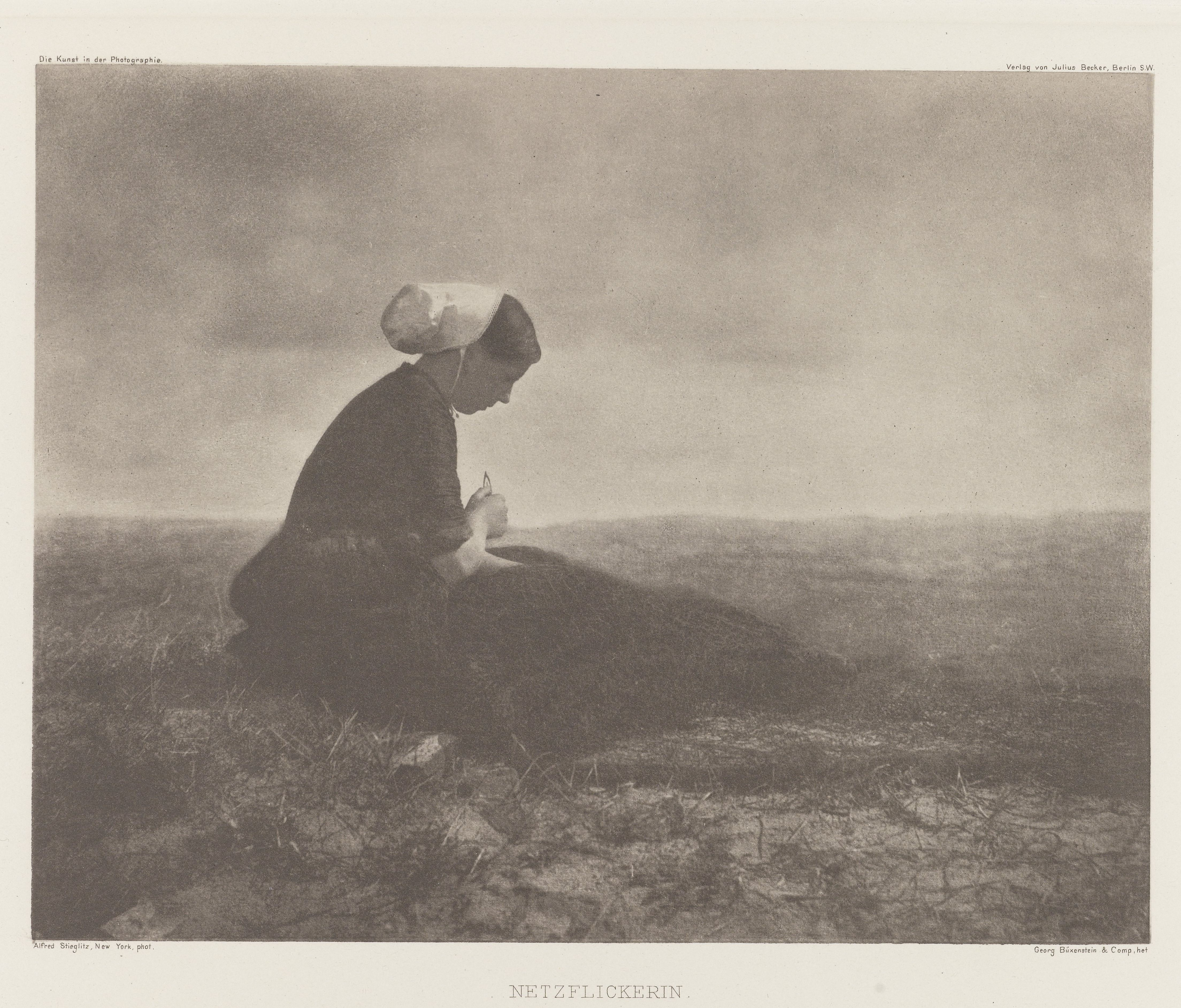
Nettenboetster in Katwijk door Alfred Stieglitz, ca. 1895